# 吉林珲春农村商业银行
吉林珲春农村商业银行股份有限公司（简称“珲春农商行”；中国朝鲜语： Hunch'un Nongch'on Sangŏb Ŭnhaeng）是一家位于中国吉林省珲春市新安路1598号的农村商业银行。

## 历史
前身是珲春市农村信用合作联社。
2010年中国银行业监督管理委员会下发了《关于高风险农村信用社并购重组的指导意见》（银监发【2010】71号），定义监管评级为六级的农村信用社，以及监管评级为五B级且主要监管指标呈下行恶化趋势的农村信用社为高风险农村信用社。延边农村商业银行为主发起，牵头其他出资方共计出资4.5亿元全资併購“珲春市农村信用合作联社”，筹建吉林珲春农村商业银行有限责任公司。2012年5月18日，珲春市农村信用合作联社的股东延边农村商业银行股份有限公司召开第一届股东大会第四次会议，会议审议通过了《吉林珲春农村商业银行股份有限公司筹建工作方案》。之后，珲春市政府向中国银监会发函。吉林银监局对珲春市联社清产核资，截至2012年9月30日，珲春市联社评估后资产总额为389190万元，负债总额为367029万元，净资产22161万元。2013年9月11日，中国银监会正式批准筹建吉林珲春农村商业银行股份有限公司。2013年10月13日，吉林珲春农村商业银行股份有限公司创立大会暨第一次股东大会召开。总行机关设14个职能部门，下辖1个营业部、4个支行、24个分理处。2013年11月14日吉林银监局批复吉林珲春农村商业银行股份有限公司开业。2013年11月20日，珲春农村商业银行挂牌营业。注册资本3亿元，延边农商行出资57.67%，杭州必达财务管理有限公司、杭州旭达贸易有限公司、珲春合作区热力资源公司、珲春市汇泉实业有限公司、珲春市道桥石材公司分别出资10%、10%、10%、10%、2.33%。定位国际业务差异化发展突破口，为全国第一家办理对俄陆路跨境双向调缴人民币和卢布的银行、全国第一家布设卢布自助兑换机的银行、全国第一家推动建立银行卡本外币受理商圈一体化工程的银行。实现了卢布和人民币的直接汇兑，卢布结算覆盖俄全境，对俄卢布结算当天1小时内到达俄全境。
2017年5月，在长春成立了跨区域分支机构：珲春农商银行长春市朝阳支行。

## 经营规模
截至2018年末，该行各项资产总额135.8亿元，各项存款余额达到93亿元在全市9家银行中占比40%，各项贷款余额达到75.3亿元在全市占比45.83%。